# Pierowo (rejon guś-chrustalny)
Pierowo (ros. Перово) – wieś (dieriewnia) w Rosji, w obwodzie włodzimierskim, w rejonie guś-chrustalnym. W 2010 liczyła 328 mieszkańców.